# Catocalins
Els catocalins (Catocalinae) havien estat una subfamília de papallones nocturnes pertanyent a la família Noctuidae.
Actualment aquest llinatge ha estat abolit, ja que la taxonomia d'aquesta família ha canviat. Diversos estudis morfològics i filogenètics completats des de 2000 han revisat en diverses ocasions aquestes grans famílies de la superfamília Noctuoidea, i actualment una nova revisió continua en estudi.
Ara l'antiga Catocalinae s'anomena Catocalini i es considera una tribu de la subfamília Erebinae i la família Erebidae.
Un resum històric de la sistemàtica de la Catocalinae i Erebinae ha estat escrit per Holloway.